# Xanthorhoe undulata
Xanthorhoe undulata là một loài bướm đêm trong họ Geometridae.